# Limnia shannoni
Limnia shannoni är en tvåvingeart som beskrevs av Cresson 1920. Limnia shannoni ingår i släktet Limnia och familjen kärrflugor. Inga underarter finns listade i Catalogue of Life.